# Purple Violets
Purple Violets är en amerikansk långfilm från 2007 i regi av Edward Burns, med Debra Messing, Selma Blair, Patrick Wilson och Edward Burns i rollerna.

## Handling
Patti Petalson (Selma Blair) är en lovande författare, men hennes äktenskap och vanliga jobb hindrar henne från att leva ut sin dröm. Känslorna att vilja skriva igen ökar bara efter att hon stött på sin gamla kärlek Brian Callahan (Patrick Wilson), en författare av kriminalromaner. Kate (Debra Messing) är en tuff lärare som lyssnar på vännen Pattis alla problem, och delar med sig av några egna.
Trots Brians perfekta liv längtar han efter att skriva romaner med ett större värde än vanliga kriminalhistorier. Michael Murphy (Edward Burns), hans advokat och bästa vän suktar fortfarande efter sin gamla flickvän Kate. När Patti säljer en ny lägenhet till Murphy och Brian ger ut sin mer personliga roman sammanknyts de gamla vännerna på nya sätt.

## Rollista
| Selma Blair      | – Patti Petalson      |
| Patrick Wilson   | – Brian Callahan      |
| Edward Burns     | – Michael Murphy      |
| Debra Messing    | – Kate Scott          |
| Dennis Farina    | – Gilmore             |
| Elizabeth Reaser | – Bernadette (Bernie) |
| Max Baker        | – Mark                |
| Donal Logue      | – Chazz Coleman       |